# ガブリエル (ダーラナ公)
ガブリエル・ベルナドッテ（Gabriel Bernadotte, 2017年8月31日 - ）は、スウェーデンの王子。ヴェルムランド公爵カール・フィリップ王子とソフィア妃の第2子、次男。兄にセーデルマンランド公爵アレクサンダー王子がいる。

## 概要
2017年8月31日にダンデリード市のダンデリード病院で生まれた。9月4日に祖父のカール16世グスタフ国王によって名前と称号（ダーラナ公爵）が発表された 。
同年12月1日にドロットニングホルム宮殿で洗礼式が執り行われた。

## 称号
呼称 : Prins Gabriel, Hertig av Dalarna（ダーラナ公爵ガブリエル王子）
2019年10月7日付けで、王子の称号や爵位は保持しながらも、「殿下」の称号を有したり国費を受け取る王族の身分からは外れている。
- スウェーデン: 王立セラフィム騎士団ナイト（RoK av KMO）[3]